# Hirson
Hirson település Franciaországban, Aisne megyében. Lakosainak száma 8565 fő (2022. január 1.). Hirson Bucilly, Buire, Éparcy, Mondrepuis, Neuve-Maison, Saint-Michel, Anor és Momignies községekkel határos.

## Népesség
A település népességének változása:
| Lakosok száma | 11 858 | 11 348 | 10 173 | 9660 | 9346 | 9158 | 8813 | 8710 | 8685 | 8565 |
|               | 1968   | 1982   | 1990   | 2006 | 2013 | 2015 | 2017 | 2019 | 2020 | 2022 |